# Michael (futebolista)
Michael Richard Delgado de Oliveira (Poxoréu, 12 de março de 1996) é um futebolista brasileiro que atua como ponta. Joga pelo Flamengo.
Em 2019, enquanto defendia o Goiás, foi eleito o jogador revelação do Campeonato Brasileiro no Prêmio Bola de Prata ESPN.

## Carreira
Nascido em Poxoréu, Mato Grosso, matava aulas para ir jogar bola, tendo passado por todas as escolas primárias do município antes de partir em busca de seu sonho.
Começou a jogar bola aos sete anos de idade, no Centro Juvenil de Poxoréu. Aos 14 anos se envolveu com o mundo das drogas, tendo sido alvo de seis tentativas de assassinato por conta de dívidas.
Em 2012, visando tentar a sorte no futebol, foi morar com as tias em Goiânia, onde falhou em várias peneiras: quatro vezes no Goiânia, uma no Aparecida e outra no Vila Nova.
Nesta época, para ganhar dinheiro, Michael jogava peladas na várzea, onde ganhava 20 reais a cada partida e, para pagar as contas em casa, chegou a jogar cinco jogos em um mesmo dia.

### Monte Cristo
Em 2015, depois de passar um período jogando como amador para o Euro Brasil, Michael foi contratado pelo Monte Cristo da terceira divisão do Campeonato Goiano. Ele estreou no dia 29 de agosto do mesmo ano, começando como titular em uma goleada contra o Caldas.

### Goianésia
Em 26 de dezembro de 2016, Michael foi anunciado como reforço do Goianésia, clube da primeira divisão goiana. Se destacou no Campeonato Goiano de 2017 e chamou a atenção de vários clubes, tendo inclusive feito um hat-trick na goleada de 5–1 em casa diante do Vila Nova, em 12 de março.

### Goiás

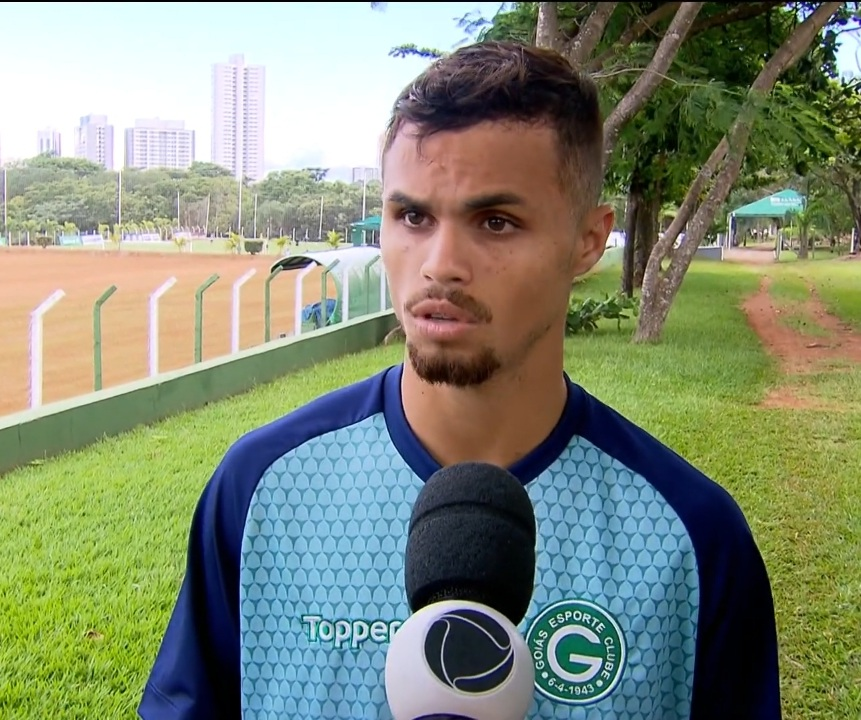
Michael pelo Goiás em 2019

Em 13 de abril de 2017, Michael foi apresentado no Goiás. O jogador fez sua estreia pelo clube no dia 13 de maio, como substituto para Jean Carlos, por 1–0, derrota em casa para o Figueirense na Série B do campeonato nacional.
Michael marcou o seu primeiro gol pelo clube no dia 7 de julho, marcando o segundo gol da sua equipe na vitória por 3–1 contra o Luverdense. Ele era utilizado principalmente como um 12º jogador na sua primeira temporada, e ajudou seu clube a escapar por pouco do rebaixamento.
Michael tornou-se importante na campanha de 2018, contribuindo com sete gols e nove assistências em 33 partidas na Série B, além de ser o maior driblador da competição com 57 dribles certos, tendo também ajudado o esmeraldino a conseguir subir para a Série A do Brasileirão.
Em 2019, continuou a ser decisivo, sendo o destaque do Goiás no Campeonato Brasileiro de 2019, atuando em 35 jogos, fazendo nove gols e distribuindo cinco assistências, além de ser líder em dribles certos, com 74. Também conquistou o prêmio de jogador revelação da competição no Prêmio Bola de Prata da ESPN.

### Flamengo

#### 2020
Foi anunciado oficialmente como reforço do Flamengo no dia 20 de janeiro de 2020, assinando contrato até 2024. O clube rubro-negro pagou 7,5 milhões de euros (cerca de R$ 34,5 milhões) para adquirir 80% dos direitos econômicos de Michael. Das fatias restantes, 15% permaneceram com o atleta e os outros 5% ficaram com o Goiás.
Michael marcou seu primeiro gol pelo Flamengo no dia 29 de fevereiro, em seu sétimo jogo pelo clube, na goleada por 4–1 contra a Cabofriense, válida pelo Campeonato Carioca. Além do gol marcado, ainda deu uma assistência para Gabriel Barbosa.
O jogador balançou as redes também no dia 11 de novembro, numa vitória por 3–2 contra o Athletico Paranaense, ajudando o Flamengo a se classificar para as quartas de final da Copa do Brasil.

#### 2021
Terminou o primeiro mês da temporada sendo o jogador com mais assistências no futebol brasileiro, considerando apenas jogadores de clubes da Série A. Em 11 de abril, foi um dos jogadores que converteram suas penalidades na disputa de pênaltis da Supercopa do Brasil, contra o Palmeiras, ajudando o Flamengo a conquistar este título. No dia 24 de abril, fez um dos gols do título da Taça Guanabara, ao marcar o primeiro gol da vitória por 2–1 sobre o Volta Redonda, após receber passe de Gustavo Henrique.
Em 1 de maio, na vitória por 3–0 sobre o Volta Redonda no jogo de ida das semifinais do Campeonato Carioca, teve uma excelente atuação ao conceder duas assistências para os primeiros dois gols de Pedro na partida, se tornando o líder de assistências do torneio, com seis. Em 8 de maio, fez o primeiro da goleada de 4–1 sobre o Volta Redonda, no jogo de volta da semifinal do Campeonato Carioca, após receber passe de Gabriel Barbosa. Terminou o Campeonato Carioca de 2021 sendo o Jogador com mais assistências neste torneio, com 6 passes para gol.
Em 11 de julho, fez um belo gol ao driblar dois adversários e o goleiro, fazendo o segundo gol da vitória de 2–1 sobre a Chapecoense de virada, válido pela 11.ª rodada do Campeonato Brasileiro. No jogo seguinte, fez o gol da vitória de 1–0 sobre o Defensa y Justicia, no jogo de ida das oitavas de final da Libertadores, sendo também eleito o melhor jogador da partida pela CONMEBOL. Voltou a marcar em 29 de julho, fazendo o último gol da goleada de 6–0 sobre o ABC, no jogo de ida das oitavas da Copa do Brasil.
Em uma entrevista dada em julho de 2021, relatou ter tido depressão em boa parte de 2020, o que lhe impediu de exercer seu melhor futebol:
O caso foi descoberto após um segurança do clube perceber que Michael estava dormindo sozinho dentro de seu carro, no CT do Flamengo. O segurança, então, relatou o caso ao médico do clube, que estabeleceu uma rede de apoio para auxiliar Michael.
Em 25 de agosto, entrou aos 42 minutos do 1.º tempo e marcou o segundo do clube, aos 40 minutos do 2.º tempo, além de sofrer a penalidade para o último tento, convertido por Vitinho (autor da assistência do seu gol), na vitória de 4–0 sobre o Grêmio, pela ida das quartas da Copa do Brasil. Fez dois gols na vitória de 3–1 sobre o Palmeiras na 20.ª rodada do Campeonato Brasileiro, em 12 de setembro.
Em 26 de setembro, fez o gol do Flamengo no empate de 1–1 com América Mineiro, em jogo da 22.ª rodada do Campeonato Brasileiro. Voltou a fazer gols em 9 de outubro, fazendo dois na vitória de 3–0 sobre o Fortaleza, na 25.ª rodada do Campeonato Brasileiro. Voltou a ser decisivo em 30 de outubro, ao fazer o único gol da vitória de 1–0 sobre o Atlético Mineiro, válido pela 29.ª rodada do Campeonato Brasileiro. Em 6 de novembro, fez os dois gols do Flamengo na vitória de 2–0 sobre o Atlético Goianiense, em jogo atrasado da 19.ª rodada do Campeonato Brasileiro. Marcou também no jogo seguinte, um empate de 2–2 com a Chapecoense na 30.ª rodada do Campeonato Brasileiro, em 8 de novembro.
Após a chegada de Renato Gaúcho, subiu muito de produção, chegando a 15 gols e nove assistências em 55 partidas na temporada, além de liderar os critérios de dribles do Brasileirão de 2021, com 62 dribles feitos, segundo o Footstats. Na partida seguinte do Campeonato Brasileiro contra o Bahia na 31.ª rodada, fez um dos gols da vitória por 3–0, chegando a quatro gols em três jogos e tornando-se o vice-artilheiro do torneio, com 11 gols, atrás apenas de Gilberto com 12.
Em 14 de novembro, completou 100 partidas pelo Rubro-Negro, vencendo peleja contra o São Paulo por 4–0, no Morumbi, pela 32.ª rodada do Campeonato Brasileiro, em que fez dois gols, concedeu uma assistência e realizou uma chamativa "matada de letra"; com os tentos, assumiu o posto de artilheiro isolado: 13 gols na competição.
Voltou a marcar, em 3 de dezembro, fazendo o gol do Rubro-Negro no empate de 1–1 com Sport na 36.ª rodada do Campeonato Brasileiro. Terminou a temporada em alta, tendo vencido três prêmios individuais do Campeonato Brasileiro: Craque da Galera, o do Gol mais bonito e eleito para a seleção do torneio, tornando-se o primeiro atleta do Flamengo a ganhar três prêmios do torneio na mesma edição. Ao todo, disputou 105 partidas e marcou 23 gols nesta passagem pelo Flamengo, além de seis títulos conquistados.

### Al-Hilal

#### 2021–22
Em 27 de janeiro, foi assinado o contrato do jogador com o clube saudita, para ser um dos reforços da equipe árabe para o Mundial de Clubes de 2021 nos Emirados Árabes Unidos disputado no ano seguinte. O Flamengo ficou com o montante líquido de 8,4 milhões de dólares, cerca de 46 milhões de reais, pela venda de Michael ao Al-Hilal. O vínculo com o Al-Hilal tinha validade até 2024, com salário de 2,5 milhões de dólares por ano, cerca de 15 milhões de reais.
Fez sua estreia, em 6 de fevereiro de 2022, na goleada de 6–1 sobre o Al-Jazira no Mundial de Clubes, entrando aos 37 minutos do segundo tempo. Com a vitória, o clube avançou às semifinais do torneio.
Em 8 de abril fez seu primeiro gol, na vitória por 2–1 sobre o Al Sharjah, em partida válida pela primeira rodada da fase de grupos da Liga dos Campeões da Ásia.

#### 2023–24
Em sua terceira temporada no Al-Hilal, Michael viveu sua melhor temporada na Arábia Saudita. Ele participou de 46 partidas, a maioria como titular, foram nove gols e treze assistências. Conquistando o título da Liga Saudita e o recorde mundial de mais vitórias consecutivas (34).
Em agosto de 2024, em um acordo com o Al-Hilal, Michael acertou sua rescisão contratual. Ao todo pelos sauditas, ele participou de 104 partidas, marcando 20 gols e distribuindo 25 assistências, além de também ter conquistado seis títulos.

### Retorno ao Flamengo
Teve o seu retorno anunciado pelo Flamengo no dia 22 de agosto, assinando contrato válido até o fim de 2028. Em sua volta ao clube rubro-negro, passou a usar a camisa 30.
Logo na sua reestreia, brilhou, marcando um dos gols do Flamengo na vitória por 2–1 sobre o Bragantino, em partida do Campeonato Brasileiro.

## Estatísticas
Atualizadas até 22 de agosto de 2024[carece de fontes?]
Clubes
| Clube             | Temporada         | Campeonato nacional | Campeonato nacional | Campeonato nacional | Copa nacional[a] | Copa nacional[a] | Copa nacional[a] | Competições continentais[b] | Competições continentais[b] | Competições continentais[b] | Outros torneios[c] | Outros torneios[c] | Outros torneios[c] | Total | Total | Total   |
| Clube             | Temporada         | Jogos               | Gols                | Assist.             | Jogos            | Gols             | Assist.          | Jogos                       | Gols                        | Assist.                     | Jogos              | Gols               | Assist.            | Jogos | Gols  | Assist. |
| ----------------- | ----------------- | ------------------- | ------------------- | ------------------- | ---------------- | ---------------- | ---------------- | --------------------------- | --------------------------- | --------------------------- | ------------------ | ------------------ | ------------------ | ----- | ----- | ------- |
| Monte Cristo      | 2015              | —                   | —                   | —                   | —                | —                | —                | —                           | —                           | —                           | 6                  | 0                  | 0                  | 6     | 0     | 0       |
| Monte Cristo      | Total             | —                   | —                   | —                   | —                | —                | —                | —                           | —                           | —                           | 6                  | 0                  | 0                  | 6     | 0     | 0       |
| Goiânia           | 2016              | —                   | —                   | —                   | —                | —                | —                | —                           | —                           | —                           | 7                  | 1                  | 0                  | 7     | 1     | 0       |
| Goiânia           | Total             | —                   | —                   | —                   | —                | —                | —                | —                           | —                           | —                           | 7                  | 1                  | 0                  | 7     | 1     | 0       |
| Goianésia         | 2017              | —                   | —                   | —                   | —                | —                | —                | —                           | —                           | —                           | 13                 | 5                  | 0                  | 13    | 5     | 0       |
| Goianésia         | Total             | —                   | —                   | —                   | —                | —                | —                | —                           | —                           | —                           | 13                 | 5                  | 0                  | 13    | 5     | 0       |
| Goiás             | 2017              | 23                  | 1                   | 1                   | 2                | 0                | 0                | —                           | —                           | —                           | —                  | —                  | —                  | 25    | 1     | 1       |
| Goiás             | 2018              | 33                  | 7                   | 8                   | 6                | 0                | 0                | —                           | —                           | —                           | 11                 | 0                  | 0                  | 50    | 7     | 8       |
| Goiás             | 2019              | 35                  | 9                   | 5                   | 2                | 0                | 0                | —                           | —                           | —                           | 17                 | 7                  | 0                  | 54    | 16    | 5       |
| Goiás             | Total             | 91                  | 17                  | 14                  | 10               | 0                | 0                | —                           | —                           | —                           | 28                 | 7                  | 0                  | 129   | 24    | 14      |
| Flamengo          | 2020              | 20                  | 0                   | 1                   | 3                | 1                | 0                | 6                           | 0                           | 1                           | 14                 | 3                  | 2                  | 43    | 4     | 4       |
| Flamengo          | 2021              | 35                  | 14                  | 4                   | 7                | 2                | 0                | 7                           | 1                           | 0                           | 11                 | 2                  | 6                  | 62    | 19    | 10      |
| Flamengo          | Total             | 55                  | 14                  | 5                   | 10               | 3                | 0                | 13                          | 1                           | 1                           | 25                 | 5                  | 8                  | 105   | 23    | 14      |
| Al-Hilal          | 2021–22           | 11                  | 2                   | 3                   | 3                | 0                | 0                | 6                           | 1                           | 3                           | 3                  | 0                  | 0                  | 23    | 3     | 6       |
| Al-Hilal          | 2022–23           | 25                  | 6                   | 5                   | 4                | 2                | 0                | —                           | —                           | —                           | 4                  | 0                  | 1                  | 33    | 8     | 6       |
| Al-Hilal          | 2023–24           | 33                  | 5                   | 8                   | 4                | 2                | 2                | 7                           | 2                           | 2                           | 2                  | 0                  | 1                  | 46    | 9     | 13      |
| Al-Hilal          | 2024–25           | —                   | —                   | —                   | —                | —                | —                | —                           | —                           | —                           | 2                  | 0                  | 0                  | 2     | 0     | 0       |
| Al-Hilal          | Total             | 69                  | 13                  | 16                  | 11               | 4                | 2                | 13                          | 3                           | 5                           | 11                 | 0                  | 2                  | 104   | 20    | 25      |
| Flamengo          | 2024              | 1                   | 1                   | 0                   | 0                | 0                | 0                | 0                           | 0                           | 0                           | —                  | —                  | —                  | 1     | 1     | 0       |
| Flamengo          | Total             | 1                   | 1                   | 0                   | 0                | 0                | 0                | 0                           | 0                           | 0                           | —                  | —                  | —                  | 1     | 1     | 0       |
| Total na carreira | Total na carreira | 216                 | 45                  | 35                  | 31               | 7                | 2                | 26                          | 4                           | 6                           | 86                 | 18                 | 10                 | 365   | 74    | 53      |

- a. ^ Jogos da Copa do Brasil e Copa do Rei
- b. ^ Jogos da Copa Libertadores da América e Liga dos Campeões da Ásia
- c. ^ Jogos do Campeonato Goiano, Campeonato Carioca, Supercopa Rei, Mundial de Clubes e Super Copa Saudita

## Títulos
Goiás
- Campeonato Goiano: 2018

Flamengo
- Supercopa do Brasil: 2020, 2021 e 2025
- Recopa Sul-Americana: 2020
- Campeonato Carioca: 2020, 2021 e 2025
- Campeonato Brasileiro: 2020
- Copa do Brasil: 2024

Al-Hilal
- Campeonato Saudita: 2021–22 e 2023–24
- Copa do Rei: 2022–23 e 2023–24
- Supercopa da Arábia Saudita: 2023 e 2024

### Prêmios individuais
- Jogador Revelação do Campeonato Goiano: 2017[46]
- Bola de Prata – Jogador Revelação: 2019[47]
- Jogador Revelação do Campeonato Brasileiro: 2019[48]
- Craque da Galera do Campeonato Brasileiro: 2021[49]
- Seleção do Campeonato Brasileiro: 2021[50]
- Gol do Ano do Campeonato Brasileiro: 2021[51]

### Líder em  Assistências
- Campeonato Carioca de 2021 (6 assistências)[52]